# Stapleton (Cumbria)
Stapleton is een civil parish in het bestuurlijke gebied City of Carlisle, in het Engelse graafschap Cumbria. In 2001 telde het civil parish 221 inwoners.